# Rezerwat przyrody Wielka Kępa

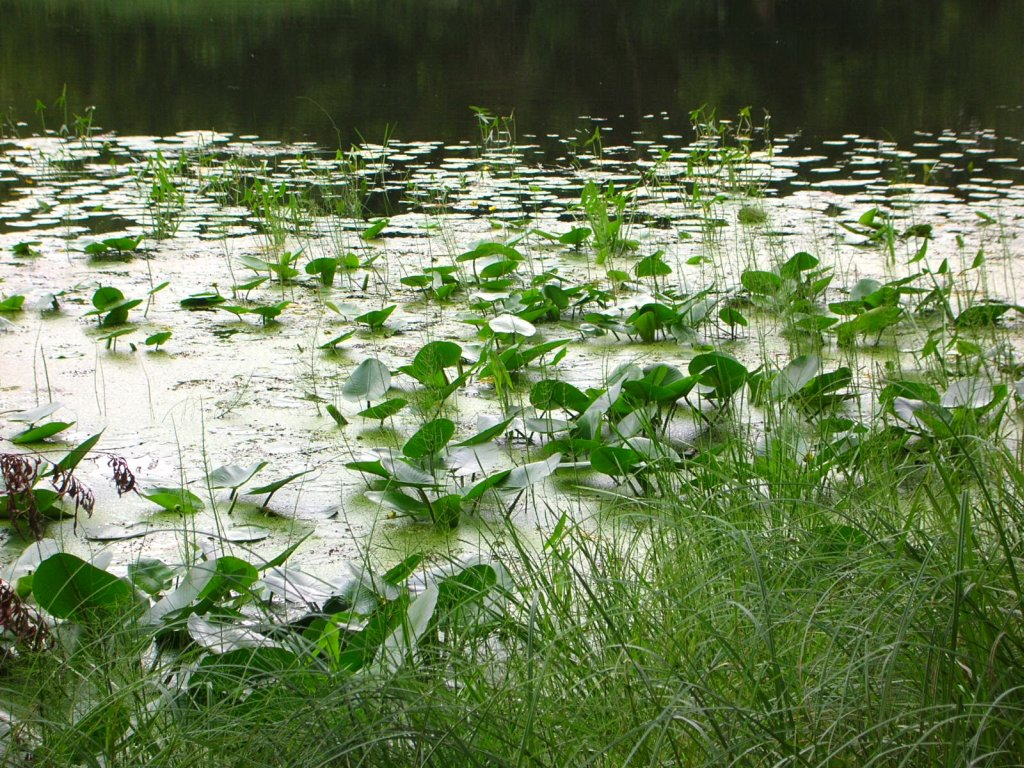
Roślinność wodna

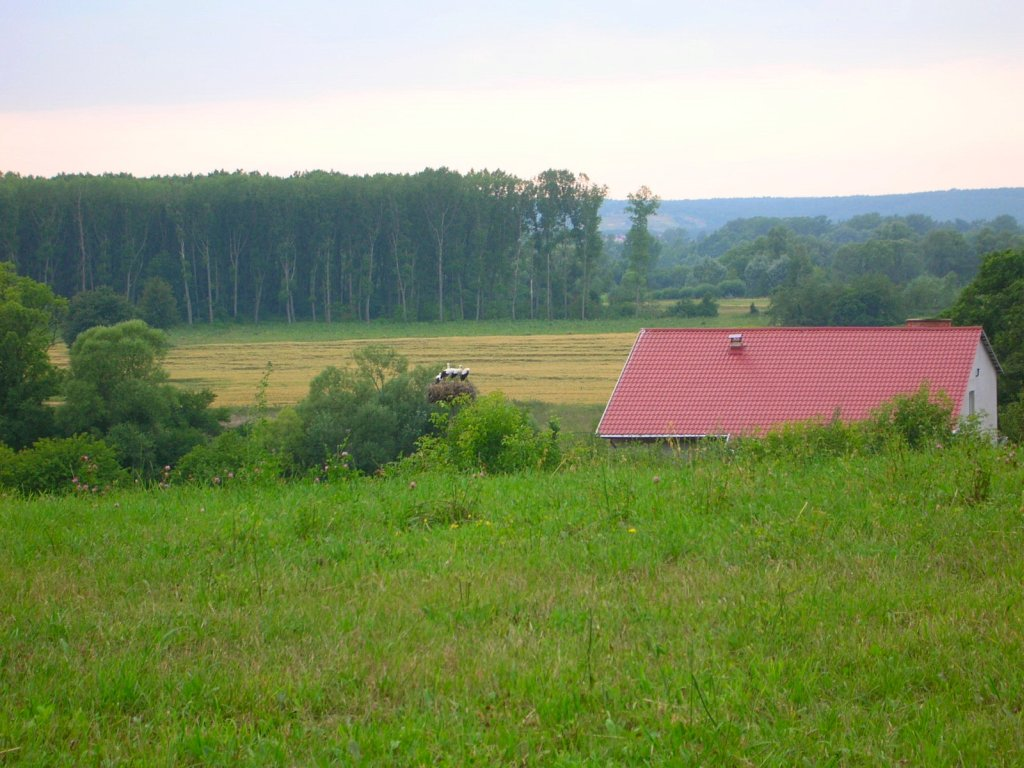
Bociany na tle Wielkiej Kępy

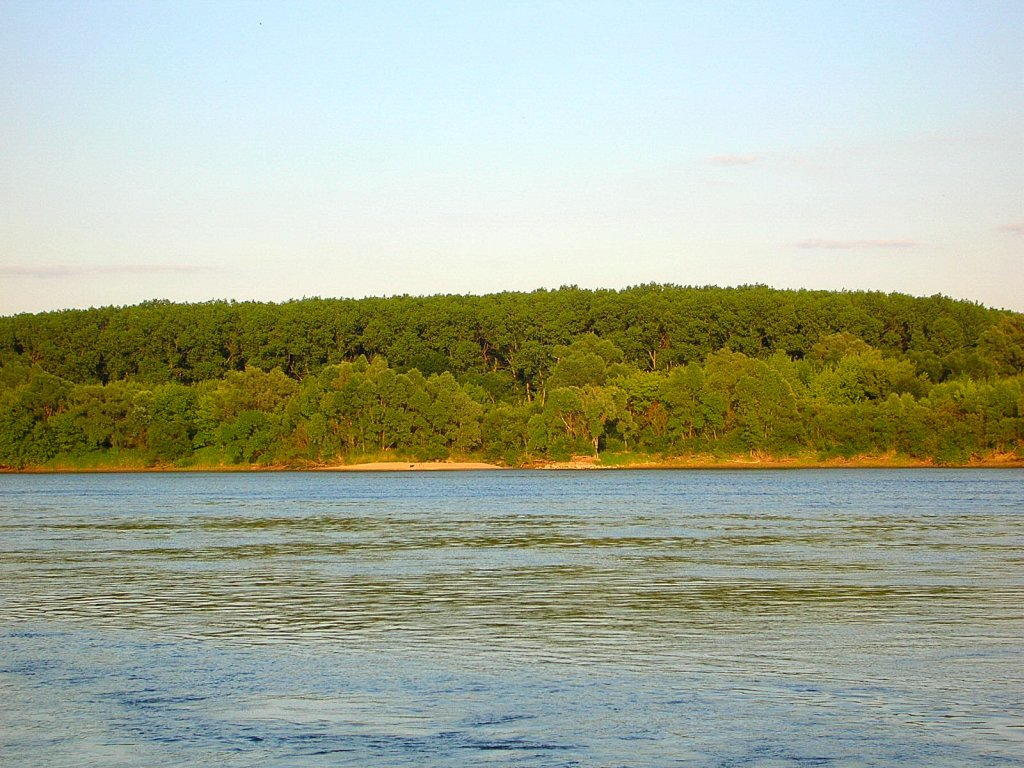
Widok od strony Fordonu

Rezerwat przyrody Wielka Kępa (w niektórych źródłach występuje pod nazwą „Wielka Kępa Ostromecka”) – rezerwat leśny o powierzchni 27,61 ha, położony w województwie kujawsko-pomorskim, na terenie gminy Dąbrowa Chełmińska (powiat bydgoski).
Jest to najstarszy i najbliższy rezerwat przyrody, zlokalizowany w otoczeniu Bydgoszczy.
Obszar rezerwatu podlega ochronie czynnej.

## Lokalizacja
Pod względem fizyczno-geograficznym rezerwat znajduje się w mezoregionie Kotlina Toruńska (315.35) i mikroregionie Łęgi Ostromeckie (315.356.02), na najniższej (zalewowej) terasie doliny Wisły, w odległości 120–380 m od jej wschodniego brzegu. Przez rzekę graniczy z obszarem administracyjnym miasta Bydgoszczy, zaś w odległości ok. 0,5 km znajduje się wieś Ostromecko.
Rezerwat znajduje się w obrębie Nadwiślańskiego Parku Krajobrazowego wchodzącego w skład Zespołu Parków Krajobrazowych nad Dolną Wisłą.

## Historia
Już przed II wojną światową, dzięki hrabiemu Alvenslebenowi, znaczna część lasu na Wielkiej Kępie znalazła się pod ochroną. Po wojnie podejmowano próby zatwierdzenia ochrony prawnej tego obszaru. Ostateczne zatwierdzenie rezerwatu nastąpiło 25 sierpnia 1953 roku zarządzeniem nr 237 Ministra Leśnictwa. Według aktu powołującego powierzchnia rezerwatu liczyła 27,84 ha.

## Charakterystyka
Przedmiotem ochrony jest fragment nadwiślańskiego lasu łęgowego, charakterystycznego dla naturalnie ukształtowanych dolin dużych rzek, z cyklicznie występującymi zalewami. Występuje on na obszarze o szerokości 50–200 m i długości 2 km. W południowej części rezerwatu jest to łęg wierzbowo-topolowy, zaś w części północnej wiązowo-jesionowy.
Dzięki doskonałym warunkom glebowym las na Wielkiej Kępie odznacza się wyjątkowo bujną roślinnością. W wielu miejscach jest trudny do przebycia, podobny do lasów tropikalnych. Dodatkowe urozmaicenie stanowią wypełnione wodą starorzecza Wisły.
Podczas zwiedzania rzucają się w oczy przede wszystkim stare, ponad 250-letnie topole białe i czarne, 150-letnie dęby szypułkowe, wiązy, jesiony i wierzby: kruche i białe, które tworzą kilkuwarstwowy drzewostan. W drzewostanie brak gatunków iglastych jako nie znoszących długotrwałych zalewów.
W warstwie krzewów spotyka się gatunki chronione: kruszczyk szerokolistny, podkolan biały, kalinę koralową, kruszynę pospolitą i porzeczkę czarną, a w runie: bluszczyk kurdybanek, ziarnopłon wiosenny, przytulię czepną i nawłoć późną. Na obszarze rezerwatu występują również zarośla tarniny, oplatane lianami chmielu.
Po budowie zapory na Wiśle we Włocławku (1970 r.) nastąpiło ograniczenie wylewów rzeki, co zmieniło warunki siedliskowe i doprowadziło do zanikania łęgu wierzbowo-topolowego na rzecz łęgu jesionowo-wiązowego. W efekcie topola biała i czarna, nie znajdując odpowiednich warunków nie odnawiają się, a stare pomnikowe okazy znajdują się w większości w złym stanie. Również z runa leśnego ustępują gatunki typowo łęgowe, a ich miejsce zajmuje ekspansywna nawłoć późna.
Obecnie gatunkiem panującym jest jesion wyniosły, wiąz pospolity, wiąz szypułkowy i dąb szypułkowy, które w północnej części rezerwatu tworzą zwarty drzewostan, co jest dużą osobliwością przyrodniczą. Z nasadzeń sztucznych na terenie rezerwatu dominują: olcha czarna, lipa drobnolistna, a w podszycie: dereń świdwa, czeremcha zwyczajna, bez czarny, szakłak pospolity, głóg jednoszyjkowy, śliwa tarnina, trzmielina zwyczajna.
Największą wartość przyrodniczą w rezerwacie stanowią jednak pozostałości dawnego 200-letniego drzewostanu topolowego. W 1991 roku zinwentaryzowano 64 topole czarne i 36 drzew topoli białej o wymiarach pomnikowych.
Proponowane jest powiększenie rezerwatu ze względów naukowych i dydaktycznych o zbiorowiska wiklin nadrzecznych występujących na piaszczystych łachach i brzegu Wisły.

## Szlaki turystyczne
Przez rezerwat przebiega  pieszy szlak turystyczny „Rezerwatów Chełmińskich” Bydgoszcz Fordon – Chełmno 48 km. Podążając nim pieszo lub rowerem można zwiedzić rezerwaty rozlokowane na prawym zboczu Doliny Wisły: 
1. Wielka Kępa Ostromecka,
2. Las Mariański (leśny),
3. Reptowo (faunistyczny),
4. Linje (torfowiskowy),
5. Płutowo (leśny),
6. Zbocza Płutowskie (stepowy),
7. Góra św. Wawrzyńca (stepowy),
8. Ostrów Panieński (leśny),
9. Łęgi na Ostrowiu Panieńskim (leśny).

## Galeria

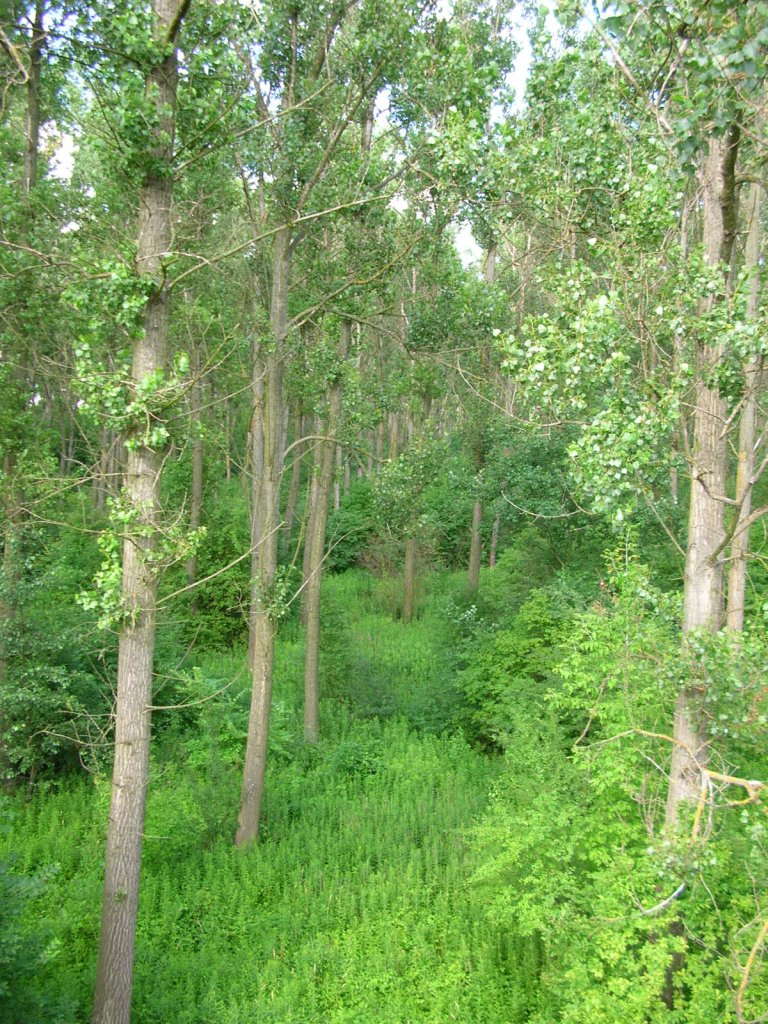
Łęg wierzbowo-topolowy
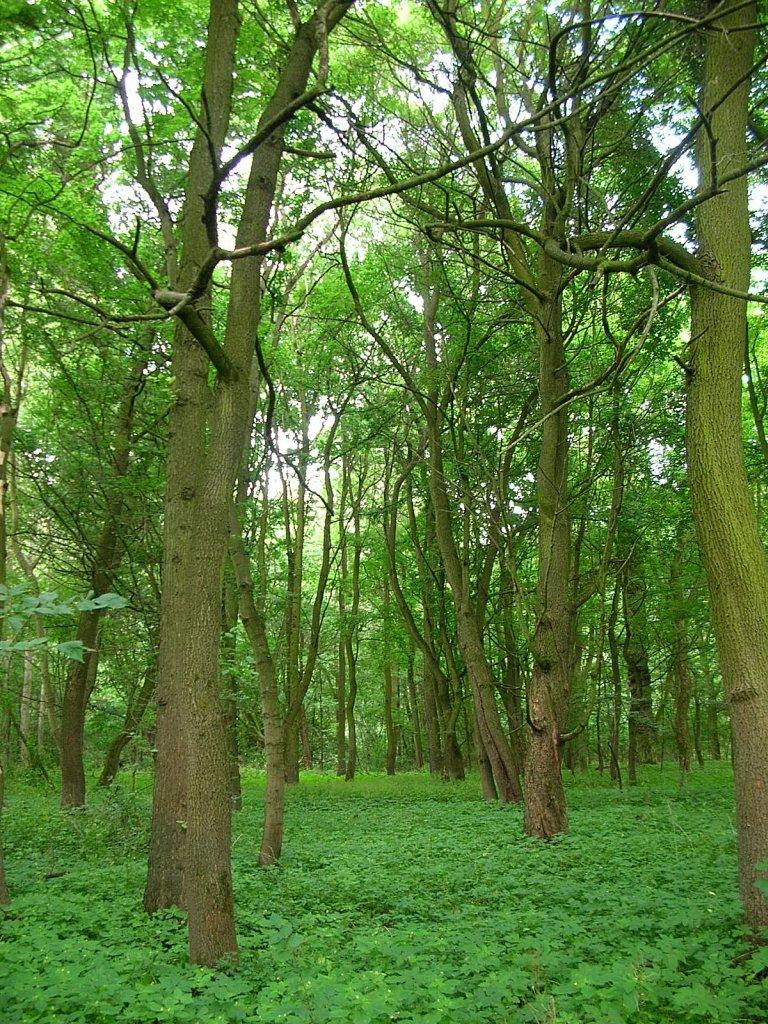
Łęg wiązowo-jesionowy
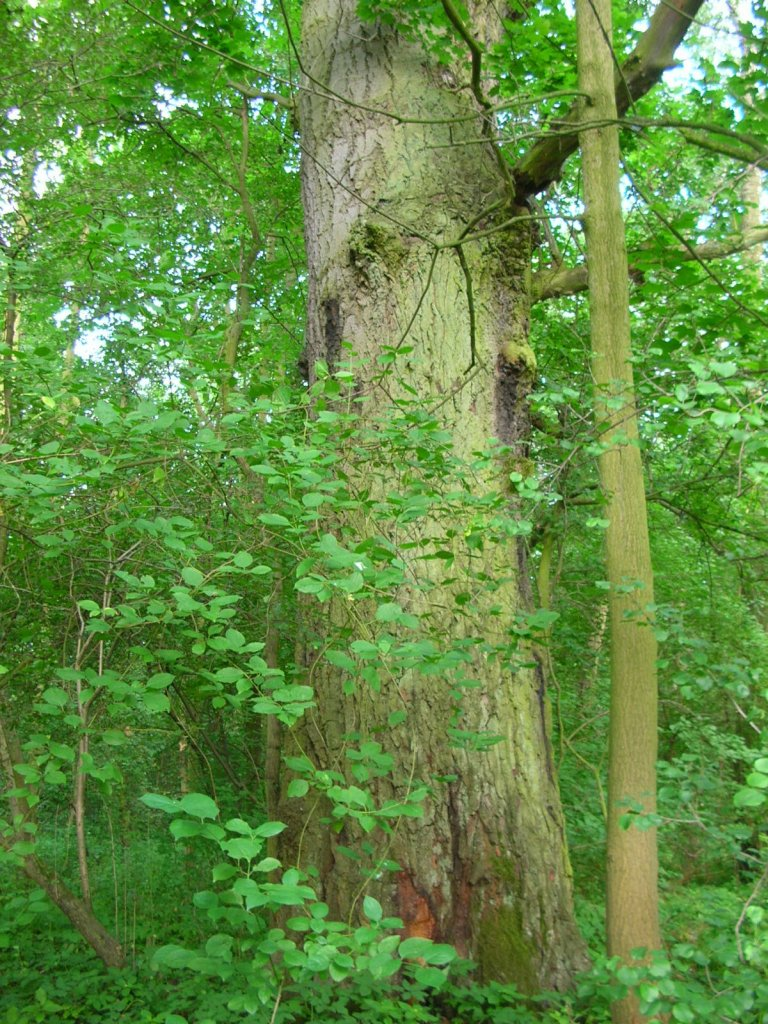
Starodrzew topoli